# Älgtjärnen (Bodums socken, Ångermanland, 709386-153249)
Älgtjärnen är en sjö i Strömsunds kommun i Ångermanland och ingår i Ångermanälvens huvudavrinningsområde. Sjön har en area på 0,102 kvadratkilometer och ligger 264,4 meter över havet.

## Delavrinningsområde
Älgtjärnen ingår i det delavrinningsområde (709344-153145) som SMHI kallar för Mynnar i Bolena. Medelhöjden är 270 meter över havet och ytan är 20,48 kvadratkilometer. Det finns inga avrinningsområden uppströms utan avrinningsområdet är högsta punkten. Grössjöbäcken som avvattnar avrinningsområdet har biflödesordning 5, vilket innebär att vattnet flödar genom totalt 5 vattendrag innan det når havet efter 173 kilometer. Avrinningsområdet består mestadels av skog (67 procent) och sankmarker (20 procent). Avrinningsområdet har 1,43 kvadratkilometer vattenytor vilket ger det en sjöprocent på 7 procent.